# Ужгородський провулок (Київ)
У́жгородський прову́лок — провулок у Голосіївському районі міста Києва, місцевість Голосіїв. Пролягає від Голосіївського проспекту до Васильківської вулиці.
Прилучається Красилівська вулиця.

## Історія
Провулок виник у 50-х роках XX століття під назвою Новий. Сучасну назву отримав 1957 року.

## Зображення

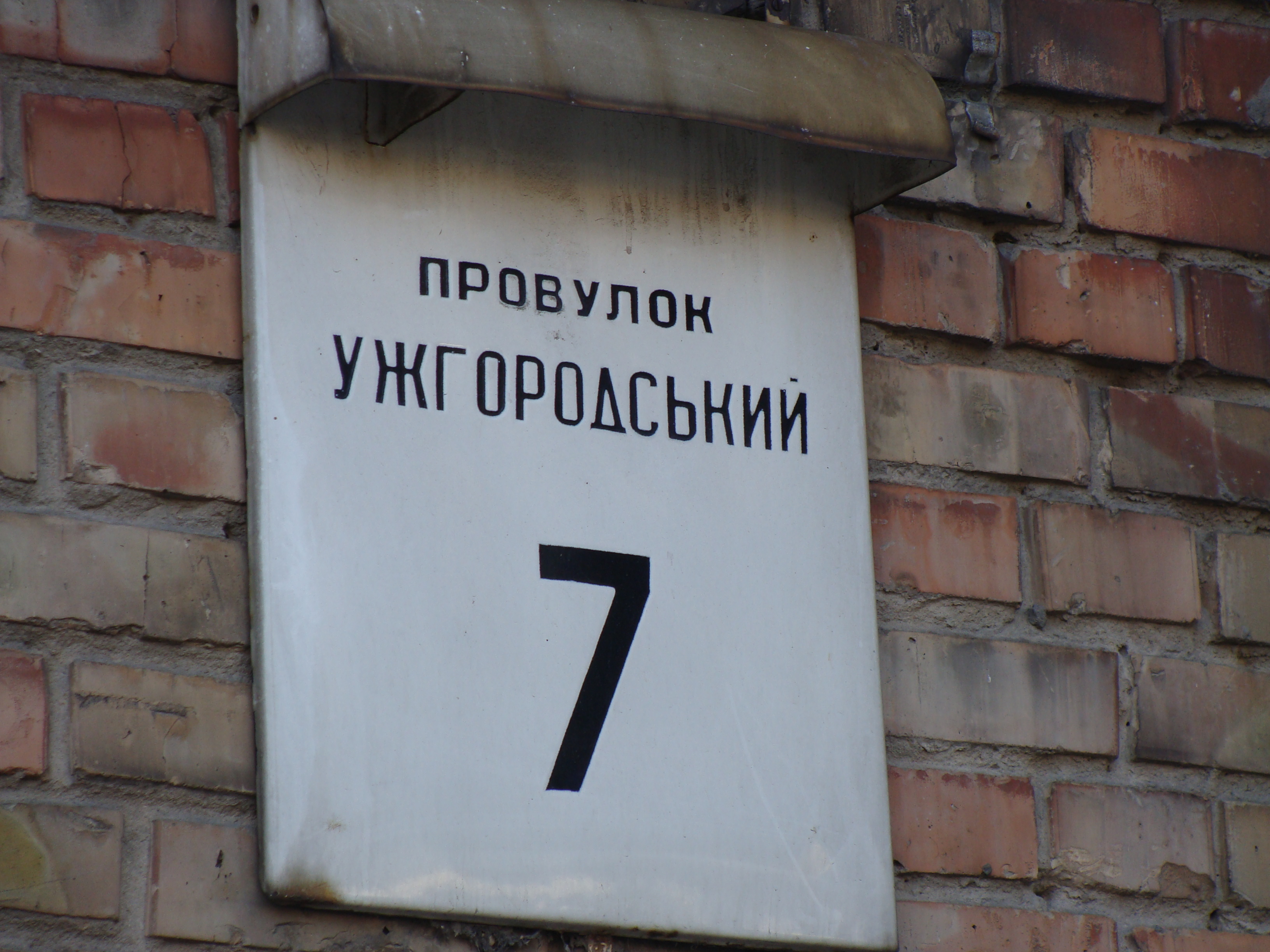
Табличка на одному із будинків
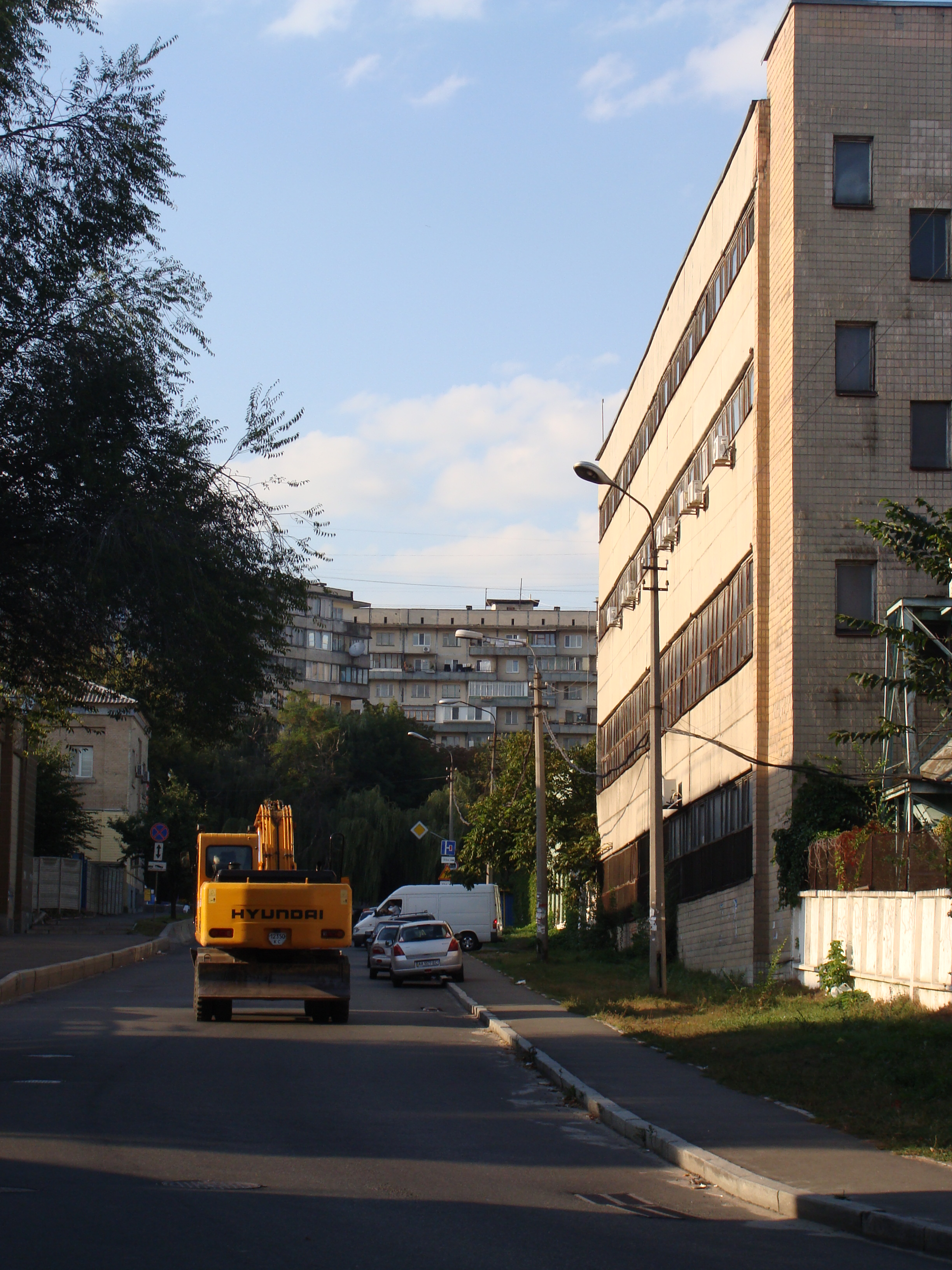
Загальний вигляд